# SC Wacker 1895 Leipzig
SC Wacker 1895 Leipzig was een Duitse voetbalclub uit Leipzig, Saksen. De club was na VfB Leipzig een van de sterkste clubs van de stad samen met SpVgg 1899 Leipzig-Lindenau. De club speelde van 1896 tot 1945 op zes seizoenen na steeds op het hoogste niveau.

## Geschiedenis
De club werd op 24 februari 1895 opgericht als FC Wacker Leipzig na een fusie tussen Concordia Leipzig en Saxonia Leipzig. Op 7 juli 1896 was de club een van de drie stichtende leden van de Leipzigse voetbalbond. Samen met LBC 1893, VfB en FC Lipsia speelde de club in een competitie ingericht door de bond. Nadat LBC drie jaar de competitie domineerde nam Wacker de fakkel over in 1900 en werd twee keer op rij kampioen. In 1900 was de club ook een van de stichtende clubs van de Duitse voetbalbond. Vanaf 1901 ging de club in de nieuwe competitie van Noordwest-Saksen spelen, die nu viel onder de overkoepelende Midden-Duitse voetbalbond. Wacker werd de eerste kampioen en plaatste zich voor de Midden-Duitse eindronde. Aangezien er nog niet veel competities waren speelde de club meteen de finale en won die autoritair met 6:3 van Dresdner SC. Dit was wel het eindpunt want de nationale eindronde ging pas een jaar later van start. Het volgende seizoen moest de club de titel aan rivaal VfB laten, dat later zelfs de eerste landstitel binnenhaalde. Wacker eindigde drie jaar op rij op de tweede plaats en moest in 1905/06 zelfs nog Hallescher FC 1896 voor zich dulden, toen ze derde werden. Het volgende seizoen werd opnieuw de vicetitel behaald en in 1907/08 werd de competitie in twee groepen gesplitst. Wacker werd autoritair groepswinnaar met het maximum van de punten en versloeg in de finale rivaal VfB met zware 3:7 cijfers. In de Midden-Duitse eindronde versloeg de club Hallescher FC 1896, dat intussen in een andere competitie speelde, en plaatste zich voor de finale waarin de maat genomen werd van Magdeburger FC Viktoria 1896. Hierdoor stootte de club door naar de nationale eindronde en versloeg in de eerste ronde VfR 1897 Breslau. In de halve finale verloor de club met 4-0 van latere kampioen BTuFC Vikoria 1889.
Ook het volgende seizoen won de club alle wedstrijden in de eerste groepsfase. VfB liet vijf punten liggen en werd pas groepswinnaar na een testwedstrijd tegen Spvgg 1899, maar versloeg Wacker wel in de finale met duidelijke 4:1 cijfers. In 1909/10 won BV Olympia de groepswinst en was Wacker voortijdig uitgeschakeld. Na dit seizoen werden beide groepen weer samen gevoegd. Na nog een vicetitel volgde twee kwakkelseizoenen. Wacker kreeg eerherstel in 1913/14 toen opnieuw de tweede plaats behaald werd. Tijdens de Eerste Wereldoorlog zwaaide Eintracht 04 de scepter en Wacker speelde helemaal geen rol van betekenis.
In 1918 werd de naam verander in SC Wacker Leipzig en slorpte in 1921 Friesen Leipzig op. De club bleef in de middenmoot hangen en in 1925/26 eindigde de club slechts met één puntje boven degradant Sportfreunde Markranstädt. Hierna gingen de resultaten weer in stijgende lijn en na twee vierde plaatsen eindigde Wacker nog eens in de top 3 in 1928/29. Wacker won dat jaar de Midden-Duitse beker en plaatste zich zo voor de eindronde om de landstitel. De club werd tegen FC Schalke 04 geloot en verloor met zware 1:5 cijfers. Na nog een tweede en derde plaats werd de club in 1931/32 voor het eerst sinds 1908 nog eens kampioen. In de Midden-Duitse eindronde werd Guts Muts Dresden verslaan met 6:1, Wacker 05 Nordhausen met 10:0. Nadat ook nog SC Apolda met 3:2 opzij gezet werd verloor de club in de halve finale van Dresdner SC met slechts 1:0. Ook het volgende seizoen werd de titel behaald en in de eindronde werden BC Sportlust Zittau en SV 08 Steinach verslagen. Ook nu was de halve finale het eindstation waarin PSV 1921 Chemnitz te sterk bleek te zijn.
In 1933 kwam de NSDAP aan de macht in Duitsland en het voetbal werd grondig geherstructureerd. De Midden-Duitse bond werd ontbonden en in Saksen werden vijf competities verenigd in één nieuwe competitie, de Gauliga Sachsen. Enkel de top twee uit Leipzig kwalificeerde zich en dat waren Wacker en VfB, toevallig de twee best presterende clubs en de enige twee die alle seizoenen in de hoogste klasse speelden. Na drie jaar in de middenmoot werd de club laatste in 1936/37 en degradeerde naar de Bezirksklasse Leipzig. Na een vierde plaats werd de club het seizoen erop kampioen maar in de eindronde om promotie moest de club VfB Glauchau en Chemnitzer BC voor laten gaan. Het volgende seizoen werd de competitie in twee groepen gesplitst. Wacker werd autoritair groepswinnaar en in de finale verloor de club thuis eerst met 1:2 van TuB Leipzig, maar zette dit bij de terugwedstrijd recht met een 2:5 zege en promoveerde via de eindronde weer naar de Gauliga.
De terugkeer verliep niet goed en er volgde een nieuwe degradatie. Wacker werd meteen weer kampioen maar slaagde er niet in te promoveren. Hierna zakte de club langzaam weg en werd in 1943/44 slechts zevende. Door de perikelen in de Tweede Wereldoorlog werd de Gauliga opgesplitst waardoor de club ondanks de slechte notering toch promoveerde. Het laatste seizoen werd echter niet voltooid.
Na de Tweede Wereldoorlog werd de club opgeheven. Er werd wel nog een opvolger opgericht, SG Motor Gohlis-Nord Leipzig. In de jaren 50 speelde de club als Motor Nord Leipzig in de 2. DDR-Liga (derde klasse) en degradeerde in 1963 naar de Bezirksliga Leipzig. Na één seizoen daar degradeerde de club verder en verdween in de anonimiteit.

## Erelijst
Kampioen Leipzig
1900, 1901
Kampioen Noordwest-Saksen/Groot-Leipzig
1902, 1908, 1932, 1933
Kampioen Midden-Duitsland
1902, 1908
Kampioen Bezirksklasse Leipzig
1939, 1940, 1942